# Aeromarine EO
L'Aeromarine EO est un hydravion de tourisme triplace américain.
Ce biplan à ailes inégales et coque aluminium semble avoir été dessiné par Earl D. Osborne en 1924. Un exemplaire a été porté sur le registre américain [NC784] avec un moteur Anzani 6-A3 de 80 ch. Propriété d’EDO Seaplane en 1928, il a été vendu l’année suivante à American Aeronautical Corp et remotorisé avec un Kinner de 90 ch. Cet hydravion a terminé sa carrière le 15 décembre 1931, accidenté à Cape May, New Jersey.